# 勒苏伊什
勒苏伊什（法語：Le Souich，法語發音：[lə swiʃ]）是法国上法兰西大区加来海峡省的一个市镇，位于该省南部，属于阿拉斯区。

## 地理
勒苏伊什（50°13'22"N, 2°22'1"E）面积5.11 平方千米，位于法国上法蘭西大區加来海峡省，该省份为法国北部沿海省份，西北濒北海，南至索姆省，东临北部省。
与勒苏伊什接壤的市镇（或旧市镇、城区）包括：伊韦尔尼、康什河畔勒布勒沃、布克迈松、布雷维莱尔、吕舍。
勒苏伊什的时区为UTC+01:00、UTC+02:00（夏令时）。

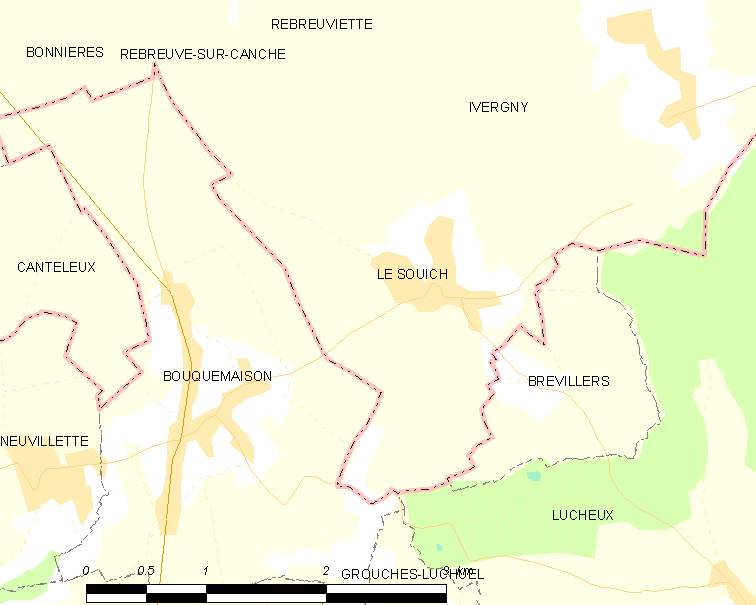
勒苏伊什的OSM定位图

## 行政
勒苏伊什的邮政编码为62810，INSEE市镇编码为62802。

## 政治
勒苏伊什所属的省级选区为阿韦讷勒孔特县。

## 人口

1962-2008年间勒苏伊什人口变化图示

勒苏伊什于2022年1月1日时的人口数量为194人。